# Kalinovača
Kalinovača – wieś w Chorwacji, w żupanii licko-seńskiej, w mieście Gospić. W 2011 roku liczyła 94 mieszkańców.